# Sugar＊Style
《Sugar＊Style》是SMEE在2019年1月25日發售的戀愛冒險類型成人遊戲，預定於2021年3月25日發售PlayStation 4版與任天堂Switch版。2019年6月28日發售Fandisc與原聲帶的合輯《Sugar＊Style Music and Happiness Pack》。

## 故事簡介
男主角織邊一季的人生一直都過得不順遂，在他考上專門學校後，被親戚邀請到自家經營的宿舍「向陽寮」居住，而宿舍的居住者除了一季之外都是女孩子。一季原以為可以從此過得一帆風順，卻由於一連串的事故開始被宿舍的女孩們警戒，為了挽回女孩子們的信任，一季因此決定幫忙宿舍的各種家事。

## 登場角色

### 主要角色
織邊一季
作品男主角，從前曾經歷過被女人騙、雙親捲款潛逃等不幸的生活，在進入專門學校後期望能改變自己的人生。
電子作曲科學生
森角初楓
和一季同年，待人親切並且廚藝高超的女孩。負責宿舍裡的三餐，將來的夢想是成為麵包師傅。
料理科學生
楠木晴
和一季同年，喜歡運動的女孩。從三歲時便開始打網球，未來想要從事跟網球有關的工作。平常會到宿舍周邊的山上慢跑。
網球科學生
皆見真央（聲：花澤櫻）
比一季小一歲的後輩，個性活潑開朗的女孩。因為喜歡小孩而就讀保育科，未來想要成為保育士。
保育科學生
冬月芽（聲：叶芽樞）
比一季大兩歲的學姐，個性優雅且楚楚可憐，有著喜歡惡作劇的一面。就讀的學科是音樂科，但還並未確定未來想從事的工作。
音樂科學生

### 其他角色
椿薰
一季的親戚，向陽寮的管理員，同時也是一季就讀學科的導師。擔心自己的婚期而不斷在校內物色對象。
皇日富美
薰的青梅竹馬，專門學校的教師。
宮前笑里香（聲：真宮柚）
薰的親戚的小孩，因為不想轉學而在宿舍居住。
伊集院晃（聲：草凪奏太）
一季的青梅竹馬與同學。個性友善因而交遊廣闊。

## 主題曲
片頭曲「Day before Memory」
作詞：，作曲：、，編曲：大仏太郎，主唱：isle
片尾曲「Happy Opening!」
作詞：，作曲：、天神B，編曲：天神B，主唱：S♡貓

## 外部連結
- PC版官方網站 （页面存档备份，存于）（日語）
- PC英文版官方網站 （页面存档备份，存于）（英文）
- PS4/NS版官方網站 （页面存档备份，存于）（日語）
- Sugar＊Style Fandisc官方網站 （页面存档备份，存于）（日語）